# Josiel da Rocha
Josiel da Rocha, genannt Josiel, (* 7. August 1980 in Rodeio Bonito, RS) ist ein ehemaliger brasilianischer Fußballspieler.

## Karriere
Josile tingelte zunächst durch verschiedene zweit- und drittklassige Vereine, bis er 2007, mit siebenundzwanzig Jahren, eine Chance beim Erstligaklub Paraná Clube bekam. Gleich in seiner ersten Saison in der Série A schaffte es der Stürmer Torschützenkönig zu werden.
Aufgrund dieser Leistung wurde er 2008 von al-Wahda in den Vereinigten Arabischen Emiraten unter Vertrag genommen. Hier konnte er seine gezeigten Leistungen aber nicht wiederholen und wurde bereits Mitte des Jahres wieder nach Brasilien ausgeliehen. Seine nächste Station war der Traditionsverein CR Flamengo. Hier konnte der Spieler im Frühjahr 2009 den Gewinn der Staatsmeisterschaft von Rio de Janeiro feiern. Aufgrund weiterhin mangelnder Leistungen, sah der Verein aber von einer weiteren Verpflichtung ab. al-Wahda, immer noch im Besitz der Transferrechte, verlieh den Spieler daraufhin nach Mexiko zu den „Jaguars“ vom Chiapas FC.
2010 übernahm dann der Atlético Goianiense die Rechte an dem Spieler, aber auch hier konnte er die Erwartungen nicht erfüllen, so dass er nach nur einem Jahr den Verein wieder verließ. Seine Stationen danach waren verschiedene unterklassige Vereine. Für 2014 wurde er wieder von seinem Heimatverein, dem EC Internacional aus Santa Maria in Rio Grande do Sul, verpflichtet.

## Erfolge
Flamengo
- Staatsmeisterschaft von Rio de Janeiro: 2009

Atlético Goianiense
- Staatsmeisterschaft von Goiás: 2011

Auszeichnungen
- Brasilianischer Torschützenkönig: 2007